# Žiga Frelih
Žiga Frelih (Lubiana, 6 febbraio 1998) è un calciatore sloveno, portiere dello Spartak Trnava.

## Carriera
Cresce nelle giovanili del Bravo. In seguito si trasferisce al Krško, dove il 16 agosto 2017 esordisce tra i professionisti nel match di coppa contro l'Ilirija. L'8 aprile 2018 esordisce in massima divisione, disputando l'incontro perso per 1-0 contro l'Olimpia Lubiana. Nel 2019 è passato all'Inter Zaprešić, club croato. Il 4 ottobre 2019, ha segnato il suo primo gol in carriera nel pareggio per 2-2 con l'Istria 1961 al 92º minuto.
Dopo aver guadagnato il suo posto da titolare, è tornato in Slovenia e ha firmato con l'Olimpia Lubiana nell'agosto 2020. È rimasto al club per un anno, prima che il suo contratto fosse risolto nel luglio 2021 per presunta violazione delle regole disciplinari. Nel settembre 2021 ha firmato un contratto triennale con il Gil Vicente, squadra della Primeira Liga.

## Statistiche

### Presenze e reti nei club
Statistiche aggiornate al 17 luglio 2025.
| Stagione              | Squadra               | Campionato            | Campionato | Campionato | Coppe nazionali | Coppe nazionali | Coppe nazionali | Coppe continentali | Coppe continentali | Coppe continentali | Altre coppe | Altre coppe | Altre coppe | Totale | Totale  |
| Stagione              | Squadra               | Comp                  | Pres       | Reti       | Comp            | Pres            | Reti            | Comp               | Pres               | Reti               | Comp        | Pres        | Reti        | Pres   | Reti    |
| --------------------- | --------------------- | --------------------- | ---------- | ---------- | --------------- | --------------- | --------------- | ------------------ | ------------------ | ------------------ | ----------- | ----------- | ----------- | ------ | ------- |
| 2017-2018             | Krško                 | 1. SNL                | 4          | -7         | CS              | 1               | -3              | -                  | -                  | -                  | -           | -           | -           | 5      | -10     |
| 2018-2019             | Krško                 | 1. SNL                | 13         | -23        | CS              | 3               | -2              | -                  | -                  | -                  | -           | -           | -           | 16     | -25     |
| Totale Krško          | Totale Krško          | Totale Krško          | 17         | -30        |                 | 4               | -5              |                    | -                  | -                  |             | -           | -           | 21     | -35     |
| 2019-2020             | Inter Zaprešić        | 1. HNL                | 22         | -46; 1     | CC              | 1               | -1              | -                  | -                  | -                  | -           | -           | -           | 23     | 47; 1   |
| 2020-2021             | Olimpia Lubiana       | 1. SNL                | 36         | -35        | CS              | 1               | -3              | UEL                | 2                  | -4                 | -           | -           | -           | 39     | -42     |
| 2021-2022             | Gil Vicente           | PL                    | 19         | -23        | CP              | 0               | 0               | -                  | -                  | -                  | -           | -           | -           | 19     | -23     |
| 2022-2023             | Mirandés              | SD                    | 1          | -2         | CR              | 0               | 0               | -                  | -                  | -                  | -           | -           | -           | 1      | -2      |
| 2023-2024             | Zemplín Michalovce    | SL                    | 18+2       | -17 + -2   | CS              | 0               | 0               | -                  | -                  | -                  | -           | -           | -           | 20     | -19     |
| 2024-2025             | Spartak Trnava        | SL                    | 31         | -32        | CS              | 5               | -4              | UECL               | 4                  | -4                 | -           | -           | -           | 40     | -40     |
| 2025-2026             | Spartak Trnava        | SL                    | -          | -          | CS              | -               | -               | UECL               | 2                  | -3                 | -           | -           | -           | 2      | -3      |
| Totale Spartak Trnava | Totale Spartak Trnava | Totale Spartak Trnava | 31         | -32        |                 | 5               | -4              |                    | 6                  | -7                 |             | -           | -           | 42     | -43     |
| Totale carriera       | Totale carriera       | Totale carriera       | 146        | -187; 1    |                 | 11              | -13             |                    | 8                  | -11                |             | -           | -           | 165    | -211; 1 |

## Palmarès

### Club

#### Competizioni nazionali
- Coppa di Slovacchia: 1

Spartak Trnava: 2024-2025